# Carmen Dell'Orefice
Carmen Dell'Orefice (født 3. juni 1931) er en amerikansk supermodel og skuespiller. Hun er kendt i modeindustrien for at være verdens ældste arbejdende model i foråret/sommeren 2012-sæsonen. Hun var på forsiden af Vogue i en alder af 15 år, og hun har arbejdet som model siden. Hendes daglige motto er at hygge sig uden at genere andre.